# Борисцево (Владимирская область)
Борисцево — деревня в Кольчугинском районе Владимирской области России, входит в состав Есиплевского сельского поселения.

## География
Деревня расположена в 11 км на восток от центра поселения села Есиплево и в 22 км на восток от райцентра города Кольчугино.

## История
В XIX — начале XX века деревня входила в состав Есиплевской волости Юрьевского уезда, с 1925 года — в составе Кольчугинской волости Александровского уезда. В 1859 году в деревне числилось 29 дворов, в 1905 году — 45 дворов, в 1926 году — 58 дворов.
С 1929 года деревня являлась центром Борисцевского сельсовета Кольчугинского района, с 1940 года — в составе Новобусинского сельсовета, с 2005 года — в составе Есиплевского сельского поселения.

## Население
| 1859 | 1905 | 1926 | 2002 | 2010 | 2021 |
| ---- | ---- | ---- | ---- | ---- | ---- |
| 180  | ↗257 | ↗275 | ↘7   | ↗15  | ↘4   |